# Raúl Navas
Raúl Rodríguez Navas (ur. 11 maja 1988 w Sewilli) – hiszpański piłkarz występujący na pozycji obrońcy w klubie CA Osasuna, do którego jest wypożyczony z Realu Sociedad.